# Вергара, Габриэла
Габриэла Вергара (исп. Gabriela Vergara) (родилась 29 мая 1974 года в Каракасе, Венесуэла) — венесуэльская актриса.

## Биография
Габриэла Вергара родилась 29 мая 1974 года в Каракасе. Сначала она хотела стать адвокатом. После
учёбы получила диплом юриста и даже работала в юридической конторе мэра Каракаса. В 1997 году приняла участие в конкурсе «Мисс Венесуэла», где заняла третье место (2 вице-мисс) и получила титул „Мисс Грация“. 

Мать Габриэлы в молодости мечтала быть актрисой, но стала врачом. Дочь решила реализовать её мечту. Первые шаги в шоу-бизнесе Габриэла сделала в качестве ведущей в лотерее «Pyra Tachira». Долгое время Габриэла получала отказы на кастингах. Первым приглашением было приглашение в спектакль. Она хотела отказаться, но пошла лишь из-за матери. На спектакле её заметили и пригласили на её первую роль. 

После съёмок в сериалах «Destino de mujer» и «Pais de los mujeres» о Габриэле заговорили как о талантливой молодой актрисе. В 1999 году она получила первую главную роль в сериале «Toda mujer». В этом сериале она работала с такими выдающимися актёрами, как Жан Карлос Симанкас и Мими Ласо. 

В 2002 году в сериале «Дороги любви» Габриэла исполнила роль монашки Лусии Лобо.

## Семья
Не замужем. Имеет двух дочерей-близняшек:
- Алессандра (род. 10 апреля 2009)
- Эмилиана (род. 10 апреля 2009)

## Сериалы
- 1997 — Destino de mujer (Венесуэла) — Ванесса
- 1998 — Pais de las mujeres,El (Венесуэла)— Альмендра Санчес
- 1999 — Настоящая женщина/Toda mujer (Венесуэла) — Мануэла Мендоса Кастильо
- 2001 — Felina (Венесуэла) — Даниэла
- 2002 — Mamba y canela (Венесуэла)
- 2002 — Lejana como el viento (Венесуэла) — Эухения
- 2002 — Дороги любви /Trapos intimos (Венесуэла) — Лусия Лобо
- 2003 — Дочь садовника/ Hija del jardinero, la (Мексика) — Дженифер де ла Вега
- 2004 — Белинда/Belinda (Мексика) — Белинда Ромеро
- 2004 — Мое второе я /Mujer en el espejo (Колумбия-США) — Барбара Монтесинос де Мутти
- 2005 — Шторм/ La Tormenta (Колумбия-США)
- 2005 — Amor no tiene precio,El — Ивана
- 2006 — Decisiones (Мексика)

1. El padre de mi sobrino — Эрика Пардо

- 2007 — Decisiones (Мексика)

1. El precio de la fama — Вивиан
2. Crema y nata — Эстефания

- 2008 — Secretos Del Alma — Дениз Жюно
- 2009 — Mujer comprada — Лаура Эрера